# Laghi di Corvo
I laghi di Corvo o laghi Corvo (Lach Corf in solandro e rabiés, Haselgruber Seen in tedesco), sono un gruppo di laghi alpini situati nel Parco Nazionale dello Stelvio presso il passo di Rabbi, che unisce le valli di Rabbi (provincia di Trento) e di Ultimo (provincia di Bolzano), in Trentino-Alto Adige. Il gruppo consiste di due laghi maggiori, il Lago Corvo o Lago Corvo Maggiore e il lago Corvo Minore o lago di Montechiesa (il primo in provincia di Trento, il secondo in provincia di Bolzano) e di altri cinque laghetti minori (tutti in provincia di Trento fuorché il quinto).
I laghi sono situati a un'altitudine compresa tra i 2 462 e i 2 630 metri sul livello del mare e la loro estensione varia dai 2 000 ai 60 000 metri quadrati.. Sono raggiungibili in tre ore di cammino partendo da Cavallar (Rabbi) risalendo la Val Lagocorvo o da Santa Gertrude (Ultimo) risalendo la Valle di Montechiesa.
In questa località è stata segnalata la presenza di Leptis monticola, un dittero tipico di alta montagna.
Nelle vicinanze dei laghi si trova il rifugio Stella Alpina al Lago Corvo, situato ad un'altitudine di 2425 metri s.l.m.; il rifugio segna la fine della terza tappa (da Bagni di Rabbi) e l'inizio della quarta tappa (verso Bagni di Bresimo) del tratto trentino del Sentiero Italia.